# Agomadaranus parbihumeratus
Agomadaranus parbihumeratus es una especie de coleóptero de la familia Attelabidae.

## Distribución geográfica
Habita en China.